# Исаакий (Борискович-Чернчицкий)
Епископ Исаакий (Борискович-Чернчицкий) — епископ Киевской митрополии в составе Константинопольского патриархата, епископ Перемышльский (1633—1636), епископ Луцкий и Острожский (1621—1633).

## Биография
Был послушником Киево-Печерской лавры.
Затем перешел на служение к Александрийскому патриарху Мелетию и находился при нём в качестве ученика и синкелла (принятое на Востоке название клириков, проживающих в одной келии с епископом) в течение семи лет, до кончины патриарха.
Многие годы подвязавшийся на Востоке и Афоне, по возвращении в Южную Россию он был назначен настоятелем Дерманского Троицкого монастыря, открытого князем Константином Острожским при содействии патриаршего экзарха Литовской митрополии. Князь Константин Острожский учредил в монастыре также типографию для православных. При помощи священника Дамиана издал несколько книг (Октоих, Диалог о святой вере и другие); монахов Исаакий усердно поощрял к обучению юношества и изданию святых книг.
В 1614 году вторично путешествовал на Восток.
С 1617 года — игумен Чернчицкого Спасского монастыря под Луцком.
Сам он был одним из видных членов луцкого Крестовоздвиженского братства и учителем братской школы.
11 января 1621 года Иерусалимским патриархом Феофаном, находившемся в Киеве, хиротонисан во епископа Луцкого. Вскоре был вытеснен униатами из епархии и жил сначала в Степанском, а потом в Киево-Михайловском монастыре. Делами своей епархии управлял из Киева.
В 1625 году был в Москве на личном представлении государю Михаилу Федоровичу с письмами от Киевского митрополита Иова (Борецкого) о принятии Малороссии в московское подданство. Но тогда эти просьбы были найдены несвоевременными.
Принимал участие в киевском Соборе 1628 года, осудившем прокатолическое сочинение Полоцкого архиепископа Мелетия (Смотрицкого) «Апология».
8 апреля 1633 года участвовал в хиротонии митрополита Киевского Петра (Могилы). Оказал ему поддержку при учреждении им в Киеве высшего духовного училища.
В 1633 году был насильно сведён с кафедры фанатиком Иеремией Почаповским, униатским епископом луцким.
С 1633 по 1636 годы — епископ Перемышльский.
В конце жизни находился в Межигорском в честь Преображения Господня монасытре под Вышгородом, где скончался в 1641 году.